# 岡田実 (中国研究者)
岡田 実（おかだ みのる）は、日本の中国研究者、拓殖大学国際学部教授。国際協力事業団に勤務し中国での開発援助にあたった経験をもち、おもに日中開発協力史について研究している。

## 経歴
東北大学法学部を卒業し、民間企業勤務を経て、1988年に当時の国際協力事業団（2003年に国際協力機構に改組）に入職した。北京大学への留学を経て、およそ十年ほど対中政府開発援助の業務に従事し、その間、中国事務所員、中国援助調整専門家を経て、中国事務所副所長も務めた。その後、国際協力機構本部、外務省経済協力局、JICA研究所等に勤務した。
2010年9月、「「対外援助国」中国の創成と変容：援助の比較政治論的アプローチの試み」により法政大学から博士（政治学）を取得した。
2012年、法政大学法学部兼任講師となり、2014年に拓殖大学国際学部教授となった。

## おもな著書
- 日中関係とODA―対中ODAをめぐる政治外交史入門―、日本僑報社、2008年
- 「対外援助国」中国の創成と変容1949-1964、御茶の水書房、2011年
- ぼくらの村からポリオが消えた―中国・山東省発「科学的現場主義」の国際協力、佐伯印刷出版事業部、2014年
- 日中未来遺産―中国・改革開放の中の"草の根"日中開発協力の「記憶」、日本僑報社、2019年